# Hushitai
Hushitai är en ort i Kina. Den ligger i provinsen Liaoning, i den nordöstra delen av landet, omkring 17 kilometer nordost om provinshuvudstaden Shenyang.
Runt Hushitai är det mycket tätbefolkat, med 1 632 invånare per kvadratkilometer. Närmaste större samhälle är Shenyang, 16,8 km söder om Hushitai. Runt Hushitai är det i huvudsak tätbebyggt.
Genomsnittlig årsnederbörd är 994 millimeter. Den regnigaste månaden är juli, med i genomsnitt 213 mm nederbörd, och den torraste är januari, med 9 mm nederbörd.